# 圣尼科洛-迪科梅利科
圣尼科洛-迪科梅利科（義大利語：San Nicolò di Comelico），是意大利威尼托大区贝卢诺省的一个市镇。总面积24平方公里，人口419人，人口密度17.5人/平方公里（2009年）。国家统计（ISTAT）代码为025046。